# Bambusa assamica
Bambusa assamica är en gräsart som beskrevs av Barooah och Borthakur. Bambusa assamica ingår i släktet Bambusa och familjen gräs. Inga underarter finns listade i Catalogue of Life.